# Guillaume Duplicy
Guillaume Pierre Joseph Duplicy, né le 13 janvier 1879 à Bourcy et décédé le 1er mai 1938  fut homme politique belge, membre du parti catholique.
Duplicy fut agriculteur et éleveur.
Il fut élu sénateur des arrondissements de la province de Luxembourg en suppléance de Alfred Orban de Xivry, décédé (1922-25).

## Sources
- Bio sur ODIS